# حزب ائتلاف ملی
حزب ائتلاف ملی (NCP ; فنلاندی: Kansallinen Kokoomus [ˈkɑnsɑl:inen ˈkoko:mus] ; Kok. ; سوئدی: Samlingspartiet ; Saml.) یک حزب سیاسی لیبرال-محافظه کار در فنلاند است.
از نظر ایدئولوژیک، حزب ائتلاف ملی در سمت راست میانه در طیف سیاسی قرار دارد، و به عنوان لیبرال، محافظه کار شده‌است. محافظه‌کار-لیبرال، و لیبرال-محافظه‌کار. حزب ائتلاف ملی که در سال ۱۹۱۸ تأسیس شد، یکی از «سه حزب بزرگ» فنلاند است که همراه با حزب سوسیال دموکرات و حزب مرکز برای چندین دهه بر سیاست ملی فنلاند تسلط داشته‌است. رئیس فعلی حزب پتری اورپو است که در ۱۱ ژوئن ۲۰۱۶ انتخاب شد. این حزب سیاست خود را بر اساس «آزادی، مسئولیت و دموکراسی، فرصت‌های برابر، آموزش، حمایت، مدارا و مراقبت» استوار می‌کند و از چندفرهنگی و حقوق دگرباشان حمایت می‌کند. مواضع خارجی آنها طرفدار ناتو و اروپا محور است و آنها از اعضای حزب مردم اروپا (EPP) هستند.

## رهبران برجسته حزب
اعضای NCP زیر دارای مناصب عالی بوده‌اند:
- لوری اینگمن - نخست‌وزیر ۱۹۱۸–۱۹۱۹، ۱۹۲۴–۱۹۲۵
- آنتی تولنهایمو - نخست‌وزیر ۱۹۲۵
- پهر اویند سوین هافود - رئیس‌جمهور ۱۹۳۱–۱۹۳۷
- ادوین لینکومیز - نخست‌وزیر ۱۹۴۳–۱۹۴۴
- Juho Kusti Paasikivi - رئیس‌جمهور ۱۹۴۶–۱۹۵۶، نخست‌وزیر ۱۹۴۴–۱۹۴۶
- هری هولکری - نخست‌وزیر ۱۹۸۷–۱۹۹۱
- Riitta Uosukainen - وزیر آموزش و پرورش ۱۹۹۱–۱۹۹۴، رئیس مجلس ۱۹۹۴–۲۰۰۳
- Sauli Niinistö - وزیر دارایی ۱۹۹۵–۲۰۰۳، رئیس پارلمان ۲۰۰۷–۲۰۱۱، رئیس‌جمهور ۲۰۱۲-
- یرکی کاتاینن - وزیر دارایی ۲۰۰۷–۲۰۱۱، نخست‌وزیر ۲۰۱۱–۲۰۱۴، معاون رئیس کمیسیون اروپا ۲۰۱۴–۲۰۱۹
- الکساندر استاب - نخست‌وزیر، ۲۰۱۴–۲۰۱۵، وزیر دارایی ۲۰۱۵–۲۰۱۶

## یادداشت
1. 1 2  Terry, Chris (3 March 2014). "National Coalition Party (KOK)". The Democratic Society. Archived from the original on 19 November 2017.
2. ↑  Khan, Mehreen (2017-06-12). "Finnish government collapses after far-right elects hardline leader". Financial Times. Archived from the original on 10 December 2022. Retrieved 2021-12-21.
3. ↑  "Finland's coalition loses ground to opposition in local elections". euronews (به انگلیسی). 2021-06-14. Archived from the original on 21 December 2021. Retrieved 2021-12-21.
4. ↑  Outinen, Sami (2017-08-08). "From Steering Capitalism to Seeking Market Acceptance: Social Democrats and employment in Finland, 1975–1998". Scandinavian Journal of History (به انگلیسی). 42 (4): 389–413. doi:10.1080/03468755.2017.1336599. ISSN 0346-8755.
5. ↑  "Finland is the world's happiest nation – and I want to keep it that way, says prime minister". the Guardian (به انگلیسی). 2021-12-05. Archived from the original on 21 December 2021. Retrieved 2021-12-21.
6. ↑  Vanttinen, Pekka (2021-12-03). "Finland's opposition gain popularity as Greens suffer major slump". www.euractiv.com (به انگلیسی). Archived from the original on 21 December 2021. Retrieved 2021-12-21.
7. ↑  "Programme of Principles". National Coalition Party (به انگلیسی). 2016. Archived from the original on 1 December 2017. Retrieved 26 November 2017.
8. ↑  "Governments and Ministers since 1917". Finnish Government (به انگلیسی). Archived from the original on 10 January 2018. Retrieved 17 January 2018.